# Giovanni Barberi (giurista)
Giovanni Barberi (Roma, 10 dicembre 1748 – 14 agosto 1821) è stato un giurista italiano.

## Biografia
Figlio di un avvocato, addetto al foro della città di Roma, Giovanni Barberi venne avviato allo studio della giurisprudenza dal padre. Conseguita la laurea, divenne coadiutore del genitore.
Nel 1780 papa Pio VI lo nominò avvocato fiscale generale e successivamente suo consigliere. Quando il re di Napoli rifiutò di pagare l'annuale tributo al papa, che doveva in qualità di vassallo della Santa Sede, Giovanni Barberi, nella veste ufficiale di difensore dei diritti del fisco, fu incaricato di redigere un atto solenne di protesta.